# Sonate pour piano no 3 de Scriabine
États d'Âme
Pour les articles homonymes, voir Sonate pour piano (homonymie).
La Sonate pour piano no 3 op. 23 est une sonate pour piano d'Alexandre Scriabine en fa dièse mineur, surnommée « États d'Âme ». Composée de 1897 à 1898, elle est en quatre mouvements. L'évolution du style de Scriabine, se sentant déjà messianique, est perceptible dans cette sonate aux rythmes tendus, contrastés par des passages lyriques. L'œuvre marque la fin de la période romantique du compositeur.

## Structure de l'œuvre
Œuvre à programme sur le thème des états d'âme et qui illustre sa vision messianique si déterminante dans son langage musical.

### Drammatico
« L'âme libre et farouche se précipite avec passion dans la douleur et la lutte ». Un premier thème fortissimo sur une rythmique agressive, un deuxième thème contemplatif et cantabile, un troisième thème ardent et volubile poco scherzando.

### Allegretto
« L'âme a trouvé une sorte de repos momentané. Lassée de souffrir, elle veut s'étourdir, chanter et fleurir quand même. Mais le rythme léger, les harmonies parfumées ne sont qu'un voile à travers lequel transparaît l'âme inquiète et meurtrie »

### Andante
« L'âme vogue à la dérive dans une mer de sentiments doux et mélancoliques : amour, tristesse, désirs vagues, pensées indéfinissables d'un charme fragile de fantôme »

### Presto con fuoco
« Dans la tourmente des éléments déchaînés, l'âme se débat et lutte avec ivresse. Des profondeurs de l'être s'élève la voix formidable de l'Homme-Dieu dont le chant de victoire résonne triomphant ! mais trop faible encore, prêt d'atteindre le sommet, il tombe foudroyé dans l'abîme du Néant ».

## Discographie
- Alexander Scriabin, The complete piano sonatas, Ruth Laredo, piano, Nonesuch records, 1984, 1996